# Tungsram
Tungsram (Тунгсра́м, полное название венг. Egyesült Izzólámpa és Villamossági Rt., сокращённо EIVIRT) — венгерская электротехническая компания, действовавшая с 1896 по 1990 год, производитель ламп накаливания, радиоламп и полупроводниковых приборов. В межвоенный период Tungsram контролировала более 5 % мирового рынка ламп накаливания и 12 % рынка радиоламп континентальной Европы, в 1970-е и 1980-е годы — от 6 до 8 % западноевропейского рынка ламп накаливания. В 1990 году активы компании были поглощены General Electric и реструктурированы в подразделение этой корпорации с сохранением торговой марки Tungsram.
Имя компании, зарегистрированное в 1909 году, образовано сочетанием двух названий вольфрама — английского tungsten и немецкого Wolfram.

## Основание компании
В 1862 году уроженец Дюрдьоша Бернат Эггер основал в Вене фабрику по производству телеграфного оборудования. Через десять лет Эггер открыл ремонтную мастерскую в Будапеште, а ещё десять лет спустя венский Telegraph-Bauanstalt Эггера стал публичной компанией. В 1884 будапештский филиал фирмы выпустил первый телефонный аппарат, в 1887 году — лампы накаливания с угольным телом накала, в 1895 году — дуговые лампы. Основным направлением деятельности был именно выпуск угольных ламп: их производство непрерывно росло, с 120 тысяч (или 300 штук ежедневно) в 1889—1890 отчётном году до 1,16 миллиона (или 4 тысячи в день) в 1896—1897 году. Бо́льшая часть продукции поставлялась на экспорт.
Собственных средств семьи Эггеров, управлявших компанией, на развитие уже не хватало, и летом 1896 года Эггеры и Коммерческий банк Пешта учредили публичную компанию с капиталом в 1,4 млн форинтов. 43 % капитала новой компании досталось Эггерам, 33 % (37,5 % к концу 1896 года) — банку. Именно это предприятие (венг. Egyesült Izzólámpa és Villamossági Rt., сокращённо EIVIRT, «Объединённая электроламповая и электрическая компания») и стало впоследствии известным под именем Tungsram — третьей в истории крупной электроламповой компанией после General Electric (1878) и Philips (1891). В 1899 году Эггеры выкупили у «Объединённой компании» вложенное в неё имущество венской фабрики и сформировали на её базе новую компанию, VEAG — так будущий Tungsram стал чисто венгерской компанией.
По соглашению акционеров VEAG сосредоточился на средствах связи и электротехническом оборудовании, а «Объединённая компания» — на производстве электроламп. К 1900 году ежедневный выпуск ламп (по-прежнему угольных) выпуск ламп достиг десяти тысяч штук, впрочем, ценой снижения качества; численность персонала превысила 600 человек. «Объединённая компания», освобождённая от налогов, приносила стабильно высокую прибыль, однако под давлением конкуренции цены и рентабельность ламп снижались. В 1903 году компании пришлось присоединиться к панъевропейскому ламповому картелю и согласиться на фиксированную долю «организованного» рынка Западной Европы в 11,3 % (в России, Испании, Японии и Америке компания продолжала работать самостоятельно). В 1905 году она получила тридцатипроцентную долю в другом картеле — на национальном рынке железнодорожных систем сигнализации.

## Переход на вольфрамовую технологию
В 1897—1900 годах Вальтер Нернст разработал и довёл до серийного производства «лампу Нернста» с керамическим телом накала. «Объединённая компания» приобрела у Нернста лицензию, но сочла новинку бесперспективной. В 1904 году Шандор Юст и Франьо Ханаман запатентовали новую, долговечную лампу с вольфрамовым накалом. По идее Юста и Ханамана, тело накала следовало изготавливать осаждением вольфрама из паров гексахлорида вольфрама на угольную нить, затем эта нить сжигалась в водородной атмосфере. Компания немедленно приобрела у изобретателей лицензию и потратила два года на доводку новый лампы до серийного выпуска (первая партия в 600 ламп была выпущена в сентябре 1906 года). В 1908 году выпуск вольфрамовых ламп достиг 3,5 тысяч штук в день, но их надёжность и долговечность были невысоки. Юст и Ханаман, нанятые компанией, не оказали ей поддержки: первый без предупреждения бежал в США, второй слишком увлекался патентными спорами.
Неудачи с собственным производством отчасти компенсировались лицензионными доходами, собиравшимися с американских, британских и германских конкурентов за патент Юста и Ханамана. В течение нескольких лет ключевым патентом отрасли владела именно «Объединённая компания» (точнее, её дочернее предприятие International Tungsten); именно в этот период, в 1909 году, компания зарегистрировала торговую марку Tungsram. Однако после того, как американец Уильям Дэвид Кулидж разработал технологию производства нитей из ковкого вольфрама, патент Юста и Ханамана потерял ценность. Европейскую лицензию на изобретение Кулиджа приобрела Siemens, и в 1911 году положение Tungsram с её устаревшей продукцией резко ухудшилось. Чтобы удержаться на рынке, в конце 1912 года венграм пришлось приобрести у Siemens и Auer лицензии на новую технологию и отказаться от продаж на рынках Великобритании и Франции. В 1913 году все лампы компании (27 тысяч штук в день) уже выпускались по технологии Кулиджа с заполнением баллона азотом по Ленгмюру. Лампы с угольной нитью ушли в прошлое, а незадолго до начала Первой мировой войны прекратил существование и угольно-ламповый картель 1903 года.
К этому времени только в электроламповом производстве Tungsram были заняты 3600 человек; пять шестых продукции компании отгружалось за рубеж, где компания выстроила сеть сбытовых контор. Годы Первой мировой войны оказались для компании исключительно удачными. Спрос на электролампы и объёмы их производства стабильно росли, военные заказы приносили высокую прибыль, чистые активы Tungsram за четыре года войны удвоились — в том числе, за счёт поглощения компаний-конкурентов. Дефицитной меди нашли замену — оцинкованную сталь. По заданию военных Tungsram впервые занялся производством электронных ламп для радиосвязи. Компания даже сумела сохранить присутствие в странах Антанты, используя посредников из нейтральных стран.

## Межвоенные годы
Во время кризиса конца 1918 года и революции 1919 года Tungsram понесла потери, но при режиме Хорти быстро восстановилась: уже в 1921 году численность персонала компании превысила довоенную, а к началу Великой депрессии достигла числа 11 251 человека. Вплоть до 1931 года обороты, прибыль и выплачиваемые дивиденды стабильно росли, а стоимость основных фондов, напротив, снижалась по мере ликвидации непрофильных активов. По мнению авторов «Истории Tungsram», действительные прибыли компании были существенно выше, чем прибыль по «творчески» составленным отчётам.
Tungsram удачно пережила кризис 1929 года и последовавшую за ним депрессию. В 1931—1932 годах производство электроламп сократилось вдвое, однако сбыт просел не столь глубоко: компания распродавала избыточные в условиях кризиса товарные запасы. В течение кризиса компания оставалась прибыльной и удачно скупала разорившиеся предприятия конкурентов и смежников. В 1935—1936 годах прибыли начали вновь расти, а к 1941 году вышли на докризисный уровень. Во второй половине 1930-х годов объёмы производства и прибыль стабилизировались, а в конце десятилетия начался взрывной рост основных фондов: к 1944 году их стоимость по сравнению с докризисными оценками утроилась.

### Производство ламп накаливания
Основной проблемой компании в начале 1920-х годов стала замена прежних источников сырья, оказавшихся на территории независимой и недружественной Чехословакии; к концу десятилетия Tungsram превратилась в вертикально-интегрированную корпорацию, самостоятельно производящую основные сырьевые материалы. Немало хлопот доставил Шандор Юст, открывший в Будапеште новую электроламповую фабрику мощностью в 30 тысяч ламп в день. В 1924 году Tungsram скупила контрольный пакет предприятия Юста и закрыла фабрику-конкурента. В том же 1924 году Tungsram стала учредителем нового электролампового картеля Phoebus, объединившего 90-95 % мировых производственных мощностей. На долю Tungsram досталась квота в 5,655 % мирового сбыта, или 17 миллионов ламп в год (фактическое производство составило 15 млн штук в 1925 году и 23,4 млн штук в 1930 году). Картель продержался до начала Второй мировой войны, но к 1939 году из-за демпинга японских производителей его доля на мировом рынке (исключая США) снизилась до 60 %. Tungsram формально вышла из картеля 1 марта 1941 года, незадолго до вступления Венгрии в боевые действия на стороне стран «оси».

### Производство радиоламп
В 1921 году Tungsram учредила собственную научно-исследовательскую лабораторию (её возглавил Игнац Пфейфер, а в 1922 году начала массовый выпуск радиоламп — вначале с вольфрамовыми катодами, а с 1927 года — с оксидными катодами собственной разработки. Поначалу новое направление было убыточным, продажи радиоламп шли плохо, и только к 1930 году перевалили за один миллион штук. При этом себестоимость и надёжность ламп Tungsram были по-прежнему существенно хуже, чем у американских конкурентов, поэтому в 1933 году Tungsram была вынуждена приобрести лицензию на технологии у RCA. Тем не менее, Tungsram ввязалась в борьбу с самым передовым европейским производителем, Philips: после того, как Philips открыл производство радиоламп в Будапеште, Tungsram основала собственное производство на родине конкурента, в Нидерландах. Как следствие, Philips и Telefunken были вынуждены впустить Tungsram в складывавшийся, пока негласный, радиоламповый картель. В этом картеле, формально учреждённом в 1936 году, Tungsram имел долю в 12 % против 88 % у консорциума Philips-Telefunken.
В течение всего межвоенного периода Tungsram колебалась между выбором американских либо европейских электронных технологий. Несмотря на сделку с RCA, в середине 1930-х годов Tungsram переориентировалась на воспроизведение разработок Philips. Опыт показал ошибочность этого решения: венгерская компания была не в состоянии и копировать десятки новых моделей и поддерживать приемлемое их качество.

### Криптоновый проект
Основным направлением работ лаборатории Tungsram в 1920-е годы было совершенствование производства ламп накаливания, а в 1930-е годы лаборатория (так же, как и её аналоги в Philips и General Electric) занялась исследованием перспективных газоразрядных ламп. Крупнейшим достижением лаборатории стала разработка криптоновой лампы. Первый патент на такую лампу получил в 1930 году сотрудник Tungsram Имре Бродь. Идею использования криптона впервые выдвинул Жорж Клод; Бродь, начавший опыты с криптоном не позднее февраля 1929 года, опередил конкурентов с практической реализацией. Первые опытные криптоновые лампы Tungsram были изготовлены в июле 1931 года.
В 1931—1934 годах исследователи установили оптимальные конфигурации спиралей и баллонов криптоновых ламп; до начала промышленного производства оставалось «всего лишь» снизить себестоимость литра газа с 800 до не более 6 рейхсмарок. Фирмы - производители газов (Linde, Air Liquide, IG Farben) считали задачу невозможной и только в 1936 согласились построить в Айке завод по производству криптона. Завод, вступивший в строй весной 1938 года, юридически принадлежал Tungsram, но фактически контролировался Linde. По мнению Бродя, Linde не смогла обеспечить должное качество газа. Планы Tungsram открыть в 1942 году второе, независимое от Linde, производство криптона не были реализованы из-за начала Второй мировой войны.
Несмотря на проблемы с заводом в Айке, в 1938—1939 отчётном году производство криптоновых ламп достигло 4,7 млн штук (20 % от общего выпуска ламп накаливания).

## В социалистической Венгрии
В 1946 году Венгерский национальный банк приступил к национализации компании. Так как правительство опасалось потерять зарубежные дочерние предприятия Tungsram, то вместо прямого отъёма собственности национализацию провели по мягкой схеме, обменяв доли иностранных инвесторов на доли головной Tungsram в её зарубежных предприятиях. В течение всего социалистического периода, вплоть до 1989 года, Tungsram сохранял форму акционерного общества, но управлялся как обычное государственное предприятие.
В 1968 году, в ходе кадаровской экономической реформы, компания получила право на прямую внешнеэкономическую деятельность и вновь начала экспансию на зарубежные рынки, став крупнейшим источником конвертируемой валюты в Венгрии. К 1975 году численность персонала достигла исторического пика в 35 тысяч человек. В плановой экономике ВНР Tungsram развилась в многопрофильную компанию: на четырнадцати новых заводах, построенных или реконструированных в 1970-е годы, выпускались кинескопы, галогенные и натриевые лампы, транзисторы и интегральные схемы. Доля Tungsram на традиционном для неё западноевропейском рынке электроламп составляла от 6 до 8 %.
При социалистическом режиме Tungsram не только содержал собственные спортивные команды, но и проводил международные турниры — «Кубок Tungsram» по водному поло и «Кубок Tungsram» по шахматам.
В 1980-е годы экономическое состояние Tungsram ухудшилось. От американских и западноевропейских компаний Tungsram отставала технологически, себестоимость её продуктов была выше, а инвестиции в развитие и НИОКР — намного ниже. Компания по-прежнему зарабатывала три четверти выручки на высококонкурентном рынке электроламп . Из-за высокой долговой нагрузки компания была не в состоянии выплачивать проценты по кредитам: в 1987 году стоимость её чистых активов оценивалась всего в 100 млн долларов США, в 1988 году она стала отрицательной.

## Переход под контроль General Electric
Правительство решило избавиться от компании-банкрота, передав её акции в управление частному венгерскому коммерческому банку и заключив сделку с австрийским банком Girocentrale. Австрийцы подрядились за три года реструктурировать компанию и вывести её акции на Венскую фондовую биржу; если бы размещение акций провалилось, венгерская сторона была бы обязана выкупить акции обратно у Girocentrale. Выход на биржу действительно не состоялся, а в 1989—1990 годах компания перешла под контроль стратегического инвестора, присматривавшегося к Tungsram с начала 1980-х годов — электролампового отделения General Electric (General Electric Lighting, GEL). Главной целью GEL, предположительно, было приобретение доли Tungsram на западноевропейском рынке, где позиции американцев были традиционно слабы.
В 1990—1994 годы GEL консолидировала 99,8 % акций Tungsram, при этом убытки венгерской компании продолжали расти (до 60 млн долларов США в 1994 году). За падением социалистических режимов последовал глубокий экономический кризис 1992—1993 годов и развал некогда сложившейся сбытовой сети. Обветшавшие заводы были не только убыточны, но и небезопасны: только на одной производственной площадке (в Ваце) новым хозяевам пришлось утилизировать 17 тысяч тонн отходов, загрязнённых ртутью.
GEL сосредоточила усилия на развитии электролампового бизнеса Tungsram; машиностроительное подразделение компании сократилось, а производство электронных приборов было ликвидировано. Количество персонала сократилось с 18,5 тысяч человек в 1989 году до 9500 в 1993 году, пять из четырнадцати заводов прекратили существование. К 1994 году продуктовая линейка этих заводов состояла из 13 тысяч позиций, из них только 1750 продавались под исторической маркой Tungsram. GEL нашло для продукции Tungsram стабильный рынок сбыта в США, но почти полностью потеряла рынки Восточной Европы (кроме самой Венгрии). Продажи в Западную Европу сократились с 60 % выручки в 1989 году до 30 % в 1994 году. К концу 1990-х годов, инвестировав в Tungsram около 800 миллионов долларов, GEL сумела восстановить позиции на западноевропейском рынке; доля экспорта в выручке выросла до 90 %, компания заняла десятое место в списке крупнейших компаний Венгрии.